# Décoloration des cheveux
 (novembre 2015).
- Si vous ne connaissez pas le sujet, laissez ce bandeau (vous pouvez alors contacter les auteurs).
- Si vous supprimez le contenu mis en cause (vous pouvez préalablement contacter les auteurs),

argumentez précisément cette suppression dans la page de discussion
(un manque de référence n'est pas un argument ; une recherche réelle de référence doit avoir été effectuée, être formellement documentée).
 (novembre 2015).
Si vous disposez d'ouvrages ou d'articles de référence ou si vous connaissez des sites web de qualité traitant du thème abordé ici, merci de compléter l'article en donnant les références utiles à sa vérifiabilité et en les liant à la section « Notes et références ».

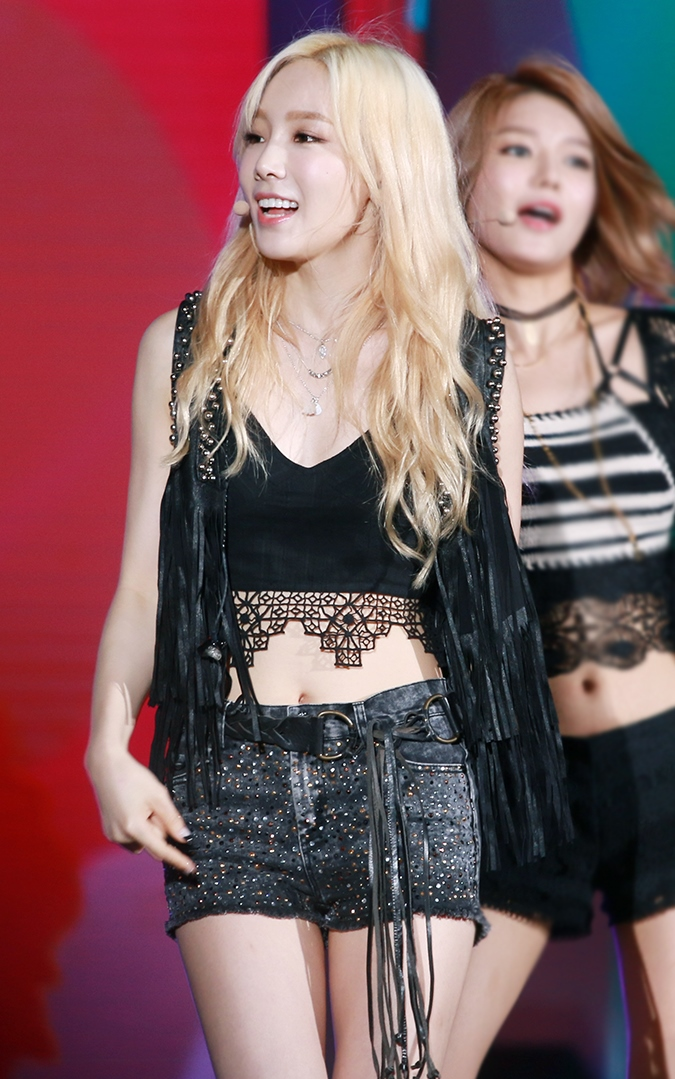
Kim Taeyeon, leader du groupe sud-coréen Girls Generation et chanteuse solo, en 2015

La décoloration des cheveux est une opération préalable à la teinture des cheveux.

## Produits de décoloration et leur composition
La plupart des produits de décoloration sont vendus sous forme de poudre mais les produits pour décoloration complète existent également sous forme liquide, en gel, en émulsion et même sous forme d'huile.
Ils sont plus faciles à appliquer et leurs composants huileux ont un effet protecteur pour la peau.
Deux composants essentiels sont contenus dans la masse décolorante prête à l'emploi : un principe actif de décoloration et un principe actif d'oxydation. Un renforçant peut rendre l'éclaircissement plus intense. En règle générale, les produits de décoloration et d'oxydation possèdent les composants suivants :
- STD (substance de transports et dissolvants) : substances poudreuses, émulsion LH/HL ;
- A (principes actifs) : produits basiques : carbonate de magnésium, silicate de magnésium, silicate de sodium, ammoniaque / renforçants ;
- SA (substances auxiliaires) : épaississants ou liants colorants (bleu, violet), produits mouillants, détergent ou tensioactifs, substances protectrices ;
- PV (promoteur de vente) : substances odoriférantes.

Le produit d'oxydation le plus courant est l'eau oxygénée (H2O2).
STD : émulsion LH/HE, eau distillée
A : eau oxygénée (H2O2), 3,75 %, 6 %, et jusqu'à 9 et 12 %.
SA : acide stabilisateur, substances protectrices.

## Renforçants
Souvent livrés à part, ils sont ajoutés aux liquides de décoloration lors de la préparation de la masse décolorante. Ils contiennent souvent des persulfates, des substances qui renforcent l'oxydation, libèrent en force les atomes d'oxygène (ce qui augmente l'effet décolorant) : la réaction produit un sel.

## Processus chimiques
La décoloration est le résultat de l'action combinée entre des produits basiques et des produits d'oxydation.
Les produits basiques neutralisent l'acide stabilisant du H2O2. Celui-ci libère de l'oxygène actif. Plus le produit basique est fort, plus l'oxygène actif est libéré avec rapidité.
L'intensité de la réaction produit une chaleur qui favorise également un éclaircissement rapide de la mélanine des cheveux. Autrement dit, plus la base est forte, plus l'oxygène actif est libéré rapidement ; plus l'oxygène actif est libéré rapidement, plus la chaleur réactionnelle est élevée et l'action décolorante est activée. En salon, l'usage d'un casque chauffant permet ainsi de réduire les temps de pose lors des travaux de décoloration.
L'oxygène actif pénètre dans le cortex par la cuticule ouverte, où il détruit la mélanine par oxydation : le cheveu s'éclaircit.